# Spermacoce bambusicola
Spermacoce bambusicola là một loài thực vật có hoa trong họ Thiến thảo. Loài này được (Berhaut) J.-P.Lebrun & Stork miêu tả khoa học đầu tiên năm 1984.